# سراپا عذرخواهی
سراپا عذرخواهی (به انگلیسی: All Apologies) نام آهنگی از گروه سبک گرانج آمریکایی، نیروانا است که توسط خواننده اصلی گروه کورت کوبین نوشته شده‌است. این ترانه به عنوان دومین تک‌اهنگ از سومین آلبوم استودیی گروه که در رحم نام داشت، منتشر شد. در قسمت روی دیسک، آهنگ سراسر عذرخواهی و به من تجاوز کن قرار داده شده بود و در قسمت پشت دیسک هم ترانه واژن مرطوب قرار داشت. سراسر عذرخواهی سومین ترانه مدرن راک گروه بود که به جایگاه نخست در جدول ترانه‌های برتر مدرن راک بیلبورد می‌رسید و در جدول تک‌آهنگ‌های بریتانیا هم رتبه ۳۲ را کسب کرد.

## معنی و اشعار
کوبین این ترانه را به همسرش کورتنی لاو و دخترش فرانسیس بی کوبین تقدیم کرده‌است. کوبین به زندگی‌نامه‌نویس نیروانا، مایکل آزراد گفته است که هرچند متن اشعار ترانه هیچ ارتباطی با خانواده‌اش ندارد، اما حال و هوای آهنگ، «صلح‌آمیز بدون، خوشحال بودن، دلپذیر بودن» برای آنهاست.